# Bystrowisuchus
Bystrowisuchus es un género extinto de arcosaurio pseudosuquio ctenosauríscido del Triásico de la Rusia europea. Sus fósiles se han hallado en estratos del Olenekiense de la Formación Lipovskaya en el Distrito Ilovlinsky. La especie tipo es Bystrowisuchus flerovi.

## Descripción
Bystrowisuchus flerovi se basa en el espécimen holotipo que incluye seis vértebras cervicales (del cuello) y un hueso ilion derecho parcial de la cadera. La longitud total del cuerpo se estima entre 2 a 3 metros.

## Descubrimiento
El espécimen holotipo de Bystrowisuchus fue hallado cerca de los bancos orientales del Río Don en el Distrito Ilovlinsky, en el óblast de Volgogrado. Proviene de un sitio fósil conocido como la localidad Donskaya Luka, la cual preserva una amplia variedad de tetrápodos fósiles del Triásico Inferior. Junto con Bystrowisuchus, el sitio fósil de Donskaya Luka incluye anfibios temnospóndilos, un croniosuquio, un procolofónido, un sauropterigio, un protorosaurio, posibles arcosauromorfos trilofosáuridos, dos arcosaurios rauisúquidos, y un dicinodonte. Las alargadas espinas neurales anteriormente atribuidas al rauisúquido Scythosuchus basileus pueden pertenecer de hecho a Bystrowisuchus.